# 飯舘村

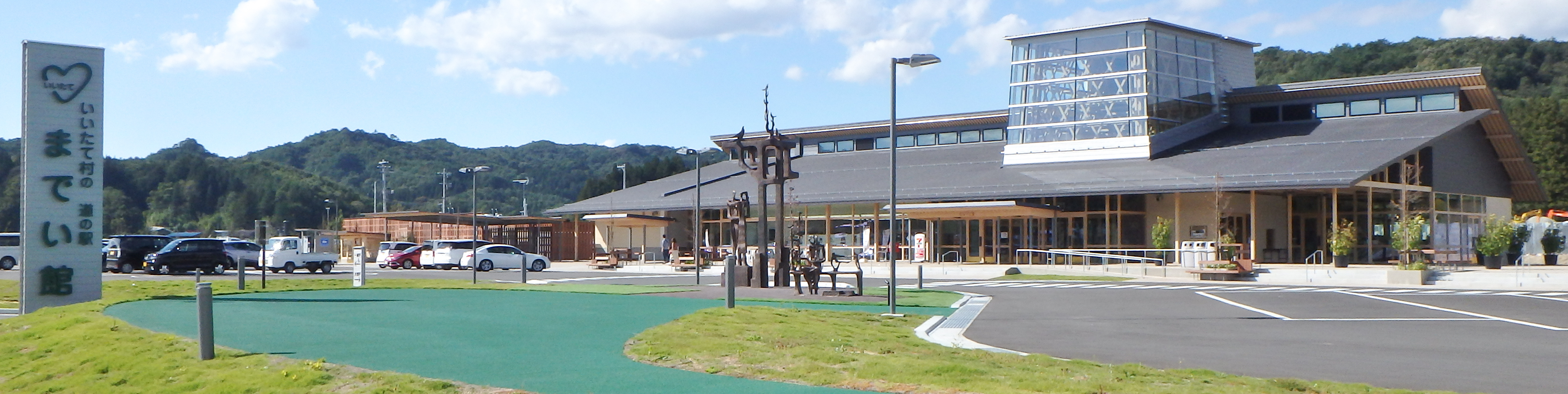
道の駅までい館（2017年9月）

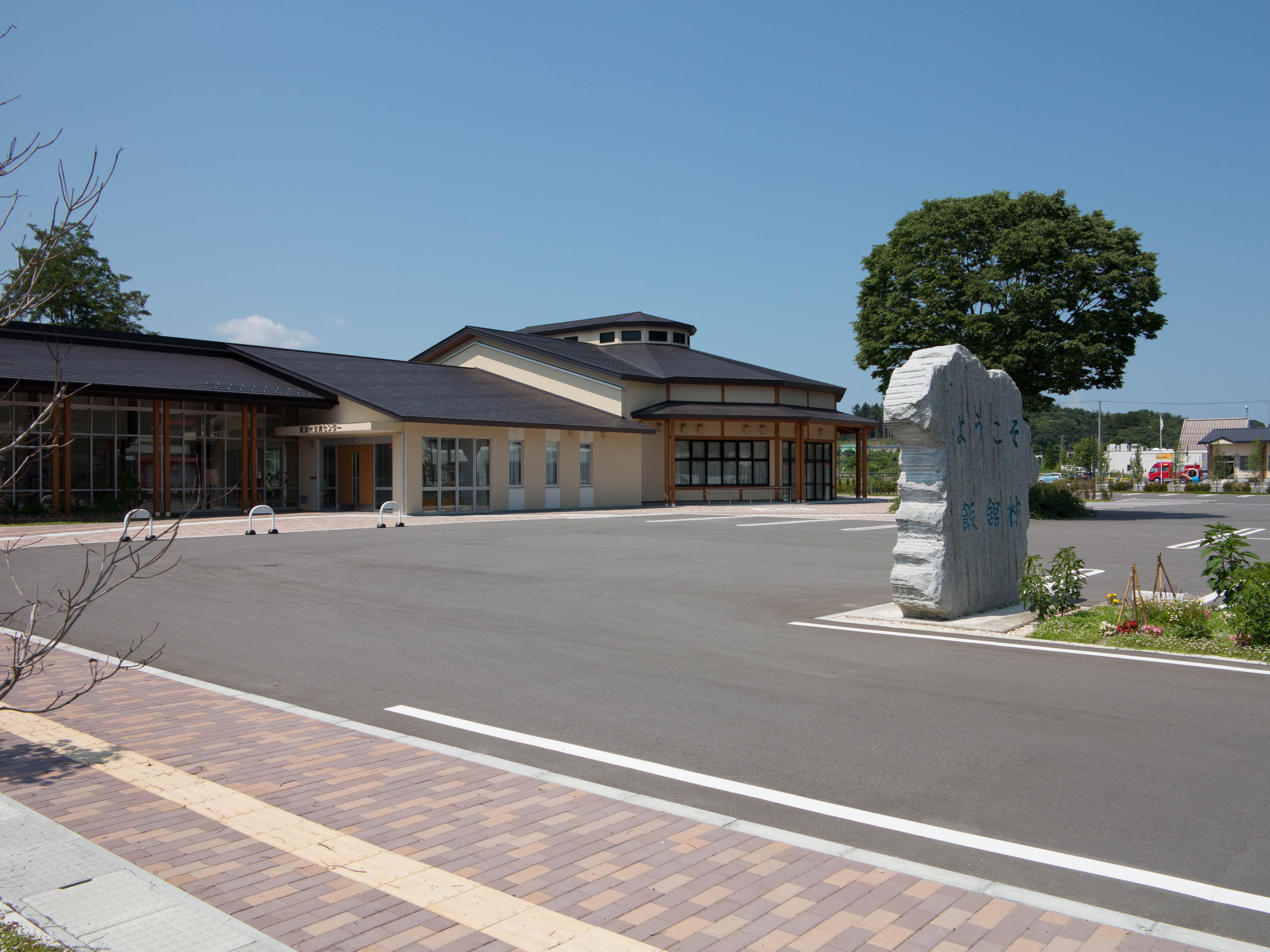
飯舘村交流センター（2017年7月）

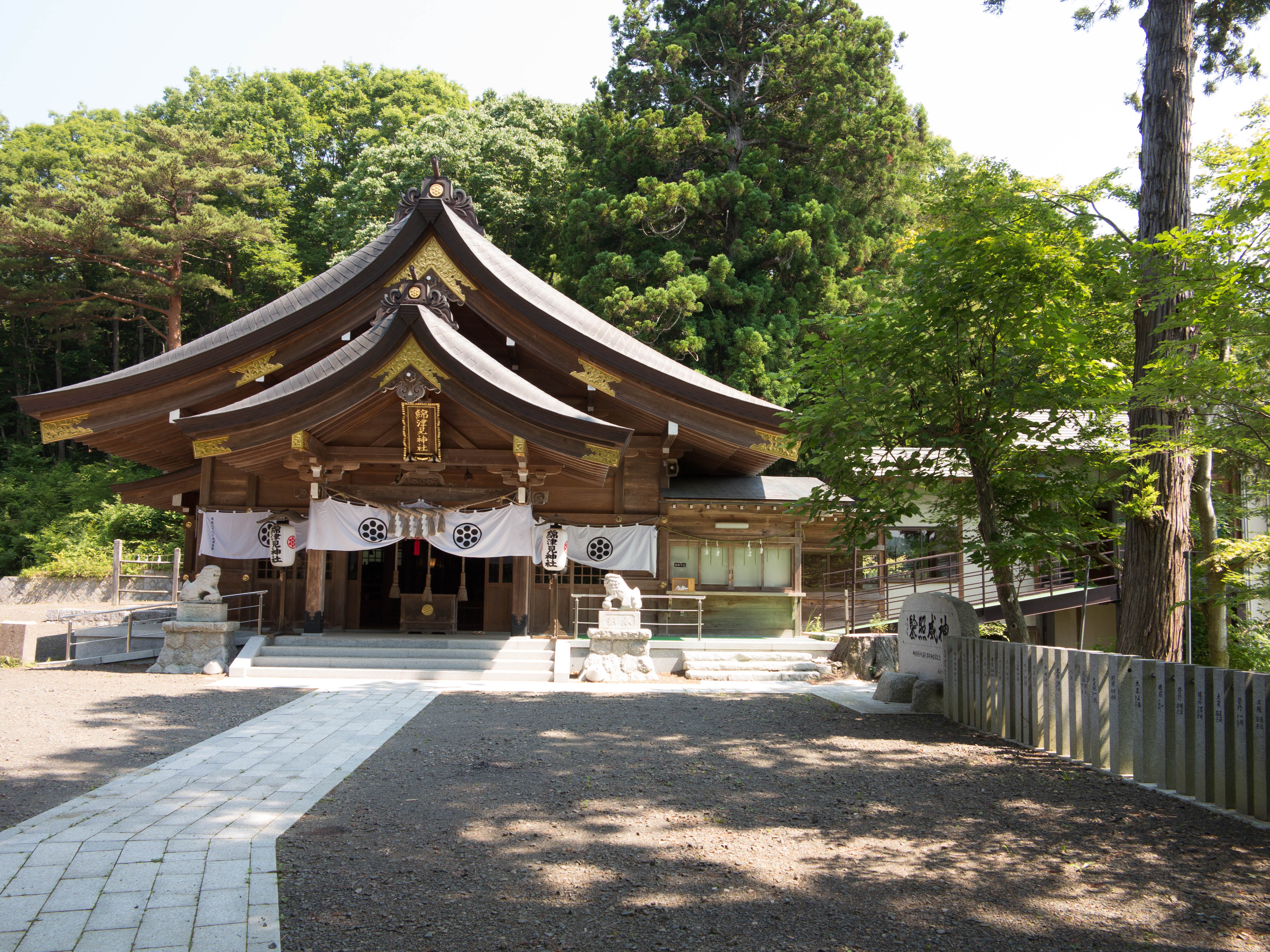
綿津見神社（2017年7月）

飯舘村（いいたてむら）は、福島県浜通りに位置し、相馬郡（1896年以前は行方郡）に属する村。

## 地理
福島県の浜通り夜ノ森以北、阿武隈高地の中腹、新田川の上流に位置する村である。新田川の上流に当たるので、新田川の下流に位置する南相馬市（旧原町市）との関係が深い。
標高は500m前後で、浜通りの中でも高い位置に存在する。また、浜通りでは唯一郵便番号の上二桁が「96」に属する自治体でもある。

### 山岳
- 堂六神山（どうろくじんやま。標高477m）
- 虎捕山（とらとりやま。標高705m）
- 明神岳（みょうじんだけ。標高679m）
- 葉山（はやま。標高657m）
- 無垢路岐山（むくろぎやま。標高672m）
- 矢岳山（やだけやま。標高707m）
- 大火山（おおひやま。標高825m）
- 花塚山（はなづかやま。標高918.5m）

- 戦山（たたかいやま。標高863m）
- 旗曽根山（はたそねやま。標高758m）
- 比曽の葉山（ひそのはやま。標高787m）
- 疣石山（いぼいしやま。標高793m）
- 小手森山（おでもりやま。標高576.4m）
- 二ッ森（ふたつもり。標高631m）
- 野手上山（のてがみやま。標高628.6m）
- 大倉の葉山（おおくらのはやま。標高455m）　[1]

### 河川
- 真野川
- 新田川（支流として、飯樋川［いいといがわ、相馬弁：いいどいがわ］、比曽川）
- 真野ダム（ダム湖名：はやま湖。cf. 日本の多目的ダム一覧#福島県）
- 風兼ダム（ふがねダム。別名：野手上ダム。ダム湖名：野手上湖。cf. 日本の多目的ダム一覧#福島県）
- 岩部ダム（がんべダム）

### 隣接している自治体
飯舘村は新地町とともに相馬郡を形成するが、両者は相馬市によって地理的に隔てられている。
- 伊達市 ：北西部で隣接
- 相馬市 ：北部で隣接
- 南相馬市 ：東部で幅広く隣接
- 伊達郡川俣町 ：南西部で隣接
- 双葉郡浪江町 ：南部で隣接

### 地域
- 八木沢・芦原行政区
- 大倉行政区
- 佐須行政区
- 二枚橋・須萱行政区
- 草野行政区
- 深谷行政区
- 伊丹沢行政区 【村役場所在地】
- 関沢行政区
- 小宮行政区
- 宮内行政区
- 飯樋町行政区
- 前田・八和木行政区
- 大久保・外内行政区
- 上飯樋行政区
- 比曽行政区
- 蕨平行政区
- 関根・松塚行政区
- 臼石行政区
- 前田行政区
- 長泥行政区

## 気候
寒暖の差が大きく気温の年較差、日較差が大きい顕著な大陸性気候である。冬季は-15℃前後の気温が観測されることが珍しくなく、寒さが厳しい。
- 最高気温極値 36.0℃（2010年8月24日、2014年8月5日）[2]
- 最低気温極値 -21.3℃（1984年1月25日）[2]

| 飯舘（1991年 - 2020年）の気候      | 飯舘（1991年 - 2020年）の気候 | 飯舘（1991年 - 2020年）の気候 | 飯舘（1991年 - 2020年）の気候 | 飯舘（1991年 - 2020年）の気候 | 飯舘（1991年 - 2020年）の気候 | 飯舘（1991年 - 2020年）の気候 | 飯舘（1991年 - 2020年）の気候 | 飯舘（1991年 - 2020年）の気候 | 飯舘（1991年 - 2020年）の気候 | 飯舘（1991年 - 2020年）の気候 | 飯舘（1991年 - 2020年）の気候 | 飯舘（1991年 - 2020年）の気候 | 飯舘（1991年 - 2020年）の気候 |
| 月                                 | 1月                           | 2月                           | 3月                           | 4月                           | 5月                           | 6月                           | 7月                           | 8月                           | 9月                           | 10月                          | 11月                          | 12月                          | 年                            |
| ---------------------------------- | ----------------------------- | ----------------------------- | ----------------------------- | ----------------------------- | ----------------------------- | ----------------------------- | ----------------------------- | ----------------------------- | ----------------------------- | ----------------------------- | ----------------------------- | ----------------------------- | ----------------------------- |
| 最高気温記録 °C （°F）             | 14.4 (57.9)                   | 19.8 (67.6)                   | 23.0 (73.4)                   | 29.3 (84.7)                   | 31.6 (88.9)                   | 33.8 (92.8)                   | 35.2 (95.4)                   | 36.0 (96.8)                   | 35.8 (96.4)                   | 28.5 (83.3)                   | 24.1 (75.4)                   | 21.3 (70.3)                   | 36.0 (96.8)                   |
| 平均最高気温 °C （°F）             | 3.4 (38.1)                    | 4.4 (39.9)                    | 8.5 (47.3)                    | 15.0 (59)                     | 20.3 (68.5)                   | 22.8 (73)                     | 26.5 (79.7)                   | 27.7 (81.9)                   | 23.6 (74.5)                   | 18.1 (64.6)                   | 12.7 (54.9)                   | 6.5 (43.7)                    | 15.8 (60.4)                   |
| 日平均気温 °C （°F）               | −1.1 (30)                     | −0.6 (30.9)                   | 2.9 (37.2)                    | 8.6 (47.5)                    | 14.0 (57.2)                   | 17.6 (63.7)                   | 21.4 (70.5)                   | 22.4 (72.3)                   | 18.4 (65.1)                   | 12.4 (54.3)                   | 6.7 (44.1)                    | 1.6 (34.9)                    | 10.3 (50.5)                   |
| 平均最低気温 °C （°F）             | −6.0 (21.2)                   | −6.0 (21.2)                   | −2.6 (27.3)                   | 2.1 (35.8)                    | 7.7 (45.9)                    | 12.7 (54.9)                   | 17.4 (63.3)                   | 18.3 (64.9)                   | 14.0 (57.2)                   | 7.2 (45)                      | 0.9 (33.6)                    | −3.2 (26.2)                   | 5.2 (41.4)                    |
| 最低気温記録 °C （°F）             | −21.3 (−6.3)                  | −20.9 (−5.6)                  | −18.3 (−0.9)                  | −13.9 (7)                     | −2.7 (27.1)                   | 2.7 (36.9)                    | 7.3 (45.1)                    | 7.2 (45)                      | 1.7 (35.1)                    | −4.6 (23.7)                   | −7.6 (18.3)                   | −21.0 (−5.8)                  | −21.3 (−6.3)                  |
| 降水量 mm （inch）                 | 60.5 (2.382)                  | 41.1 (1.618)                  | 77.4 (3.047)                  | 103.1 (4.059)                 | 97.8 (3.85)                   | 131.7 (5.185)                 | 174.2 (6.858)                 | 189.5 (7.461)                 | 204.4 (8.047)                 | 170.5 (6.713)                 | 56.3 (2.217)                  | 48.4 (1.906)                  | 1,367.4 (53.835)              |
| 平均降水日数 （≥1.0 mm）           | 7.7                           | 6.6                           | 9.0                           | 8.9                           | 9.8                           | 12.2                          | 14.2                          | 12.1                          | 12.3                          | 9.6                           | 7.0                           | 8.2                           | 117.6                         |
| 平均月間日照時間                   | 151.6                         | 155.7                         | 182.7                         | 192.3                         | 201.4                         | 150.9                         | 138.9                         | 163.0                         | 125.9                         | 139.2                         | 142.6                         | 137.0                         | 1,881                         |
| 出典1：Japan Meteorological Agency |                               |                               |                               |                               |                               |                               |                               |                               |                               |                               |                               |                               |                               |
| 出典2：気象庁                      |                               |                               |                               |                               |                               |                               |                               |                               |                               |                               |                               |                               |                               |

## 歴史

### 地名の由来
この村は、何度も複雑な合併を繰り返し、現在の名前に落ち着いている。
まず、町村制施行の1889年（明治22年）に飯樋村と比曽村、大倉村と佐須村が合併し、合成地名でそれぞれ飯曽村、大須村となった。
つづけて、1942年（昭和17年）に飯曽村が石橋村（この地名も合成地名である）を編入し、同年、大須村と新舘村が対等合併し、合成地名で大舘村となった。
最後に下記の年表にあるように、飯舘村という合成地名に落ち着いた。かろうじて、飯樋村と新舘村の一文字だけが、現村名として存続している。
大字として、「飯樋」、「比曽」、「大倉」、「佐須」の名称は現在も受け継がれている。地図でみると、前者2つは南西部、後者2つは北東部に所在する。なお、下表に示した明治22年以前の18の村名すべてが大字として現存している。
「飯樋」は東日本によく見られる地名で、池の水を田地におくる設備のこと、「比曽」は「檜の生える土地」という意味だと思われる。「佐須」は「焼き畑」を意味する言葉から来たもので、美方郡香美町香住区の「佐津」という地名が由来であるらしい。「大倉」とは「大きな倉」ではなく「大きな崖山」という意味だと地形図から読み取れる。「新舘」の「たて」は、「射楯（いたて）」の意味で、「伊達」と同語源で、住吉神社系統の海神を「イタテの神」と呼んだことに由来し、西日本（播磨国など）からこの地に移住して開墾したものと推定される。
| 飯館村村域の変遷表 | 飯館村村域の変遷表  | 飯館村村域の変遷表  | 飯館村村域の変遷表 |
| 明治22年以前       | 明治22年 - 昭和17年 | 昭和17年 - 昭和31年 | 昭和31年 - 現在    |
| ------------------ | ------------------- | ------------------- | ------------------ |
| 飯樋村             | 飯曽村              | 飯曽村              | 飯舘村             |
| 比曽村             | 飯曽村              | 飯曽村              | 飯舘村             |
| 前田村             | 石橋村              | 飯曽村              | 飯舘村             |
| 須萱村             | 石橋村              | 飯曽村              | 飯舘村             |
| 二枚橋村           | 石橋村              | 飯曽村              | 飯舘村             |
| 臼石村             | 石橋村              | 飯曽村              | 飯舘村             |
| 関根村             | 石橋村              | 飯曽村              | 飯舘村             |
| 松塚村             | 石橋村              | 飯曽村              | 飯舘村             |
| 大倉村             | 大須村              | 大舘村              | 飯舘村             |
| 佐須村             | 大須村              | 大舘村              | 飯舘村             |
| 八木沢村           | 新舘村              | 大舘村              | 飯舘村             |
| 芦股村             | 新舘村              | 大舘村              | 飯舘村             |
| 草野村             | 新舘村              | 大舘村              | 飯舘村             |
| 関沢村             | 新舘村              | 大舘村              | 飯舘村             |
| 沼平村             | 新舘村              | 大舘村              | 飯舘村             |
| 小宮村             | 新舘村              | 大舘村              | 飯舘村             |
| 伊丹沢村           | 新舘村              | 大舘村              | 飯舘村             |
| 深谷村             | 新舘村              | 大舘村              | 飯舘村             |

### 戊辰戦争前
- 1051年（永承6年）：虎捕山麓に山津見神社が創建される。
- 江戸時代は中村藩（藩主：相馬氏）の領土であり、現飯舘村は中村藩による区分で「山中郷」と呼ばれた。

### 戊辰戦争終結から第二次大戦終結まで
- 1871年8月29日（明治4年旧暦7月14日）：廃藩置県により、現飯舘村は中村県に属した。
- 1872年1月9日（明治5年）：中村県と平県が合併され、磐前県に属した。
- 1876年（明治9年）8月21日：磐前県・福島県・若松県が合併され、これ以後は福島県に属している。
- 1896年（明治29年）：現飯舘村が属する行方郡・宇多郡が合併され、相馬郡となった。
- 1937年（昭和12年）：相馬郡原町（現・南相馬市）の事業として新田川水系野手上川に風兼ダム（型式：アースダム、別名：野手上ダム、ダム湖名：野手上湖、所在地：飯曽村蕨平字風兼（現・飯舘村蕨平字風兼[7]））が竣工。

### 第二次大戦終結から東日本大震災発生まで
- 1956年（昭和31年）9月30日：相馬郡で大舘村と飯曽村が合併され、飯舘村が成立。村名は旧村名から一字ずつ採って合成した合成地名である。
- 1962年（昭和37年）：福島県の事業として、新田川水系飯樋川流域の飯舘村飯樋で、岩部ダム（型式：アースダム）が竣工。
- 1971年（昭和46年）：福島県が真野川水系真野川流域にある飯舘村大倉字松ヶ平で真野ダム（型式：重力式コンクリートダム）に着工。
- 1991年（平成3年）：真野ダム（ダム湖名：はやま湖）が竣工。
- 1998年（平成10年）：町域にある花塚山・野手上山・虎捕山の三山が「うつくしま百名山」（福島テレビ主催）に選定される[1]。
- 2004年（平成16年）：新田川下流の原町市など周辺市町と共に参画していた市町村合併協議会から離脱（参加していた市町は2006年に南相馬市を形成）し、自立の道を模索し始める[8]。
- 2006年（平成18年）1月1日：原町市ほか2町が合併されて南相馬市が成立し、これによって相馬郡の構成は新地町と飯舘村の1町1村となる。新地町と飯舘村の間にも相馬市があるため、現相馬郡の両者は地理的隔たりを持つに至った。なお、飯舘村は旧行方郡、相馬市と新地町は旧宇多郡の地域である。
- 2010年（平成22年）9月27日：「日本で最も美しい村」連合に加盟[9]。
- 2011年（平成23年）1月1日：総人口6,152人、世帯数1,715戸[10]。
- 2011年（平成23年）3月11日：東日本大震災が発生（※節を改めて詳述する）。

### 東日本大震災
2011年（平成23年）3月11日14時46分18秒、マグニチュード9.0の東北地方太平洋沖地震が発生し、飯舘村は震度6弱（観測地点：伊丹沢地区）を記録した（cf. 東日本大震災）。
地震動そのものによる被害は他地域との比較の上で極めて軽微であったが、地震とそれに伴う津波によって引き起こされた福島第一原子力発電所事故（東京電力）の影響は深刻なものとなった。飯舘村はその全域が、放射線量が年間積算20ミリシーベルトに達するおそれがあるとする「計画的避難区域」（1カ月以内を目安として住民全員の避難が指示される区域。より深刻な「警戒区域」の外側）に指定され、土壌からは放射性物質が検出されたが、2023年5月現在は一部地域を除き避難区域は解除された。
2011年
- 4月10日 - この時点で判明した人的被害は死者1人・行方不明者0人[13]。
- 4月11日 - 原子力事故の影響により、福島第一原子力発電所から20km圏外にある福島県内5市町村（飯舘村・浪江町・葛尾村の全域、および、川俣町と南相馬市の一部地域。対象は約3,000世帯・約10,000人）が、計画的避難区域に指定される[14]。
- 5月15日 - 政府指定の計画的避難区域で計画的避難が開始され、初日は飯舘村民および川俣町民の、乳幼児がいる18世帯・113人が区域外へ移動した（飯舘村民の移動先は福島市）。なお、計画的避難区域の全住民のうち、5,000人前後（飯舘村では対象となる約1,700世帯・約6,177人の3割ほど）はすでに自主的避難をしている[15][12]。
- 5月26日 - この時点で判明した人的被害は死者1人・行方不明者0人・重症者0人・軽症者1人、建物被害は無し[16]。
- 6月1日 - 飯舘村役場が福島市役所飯野支所（所在地：福島市飯野町字後川10-2）に職員を先行配置し、役場機能の全面的移転に向けての準備に入る[12]。
- 6月22日 - 全村民の約9割が避難を終えるなか、飯舘村役場の福島市への移転が完了し、福島市役所飯野支所で「飯舘村役場飯野出張所」が開所する[17][18][12]。福島市に移った飯舘村避難住民はこの時点で約4,000人に上る[12]。一方で、飯舘村には約200人が避難せずに残っていると見られ、8つの会社と特別養護老人ホーム1施設が事業の継続を認められている[12]。
- 6月22日 - 飯舘村長が計画的避難区域指定の再検討を政府に要請（放射線量の低下が見られる地域での指定の解除と、依然として線量の高い地域をピンポイントで指定し直す意味で「特定避難勧奨地点」［現時点では既存区域外が指定対象範囲となっている[19]］への移行を訴える）[12]。

2012年
- 6月15日 - 政府原子力災害対策本部が飯舘村内の計画的避難区域を見直し、年間積算放射線量を基準に避難指示解除準備区域・居住制限区域・帰還困難区域の設定を発表。地区毎の設定内容は以下の通り[20]。
  - 避難指示解除準備区域（年間20ミリシーベルト以下） - 八木沢・芦原・大倉・佐須・二枚橋・須萱
  - 居住制限区域（年間20ミリシーベルト超・50ミリシーベルト以下） - 上記各地区と長泥以外の全域
  - 帰還困難区域（年間50ミリシーベルト超） - 長泥
- 7月17日 - この日の午前0時を以て避難指示解除準備区域・居住制限区域・帰還困難区域の運用を開始。

2017年
- 3月31日 - この日を以て帰還困難区域（長泥）を除いて避難指示を解除。

2023年
- 5月1日 - この日を以て特定復興再生拠点区域と長泥曲田公園での避難指示を解除[21]。

### 行政区域の変遷（市町村制施行以後）
※前史については「相馬郡」を参照のこと。
- 1956年（昭和31年）9月30日：相馬郡で大舘村と飯曽村が合併し、飯舘村が成立[22]。

## 行政

### 歴代村長
| 歴代 | 氏名     | 就任年月日                | 退任年月日         | 備考                              |
| ---- | -------- | ------------------------- | ------------------ | --------------------------------- |
| 初代 | 高橋市平 | 1956年（昭和31年）9月30日 | 1968年（昭和43年） |                                   |
| 2    | 末永進   | 1968年（昭和43年）        | 1972年（昭和47年） |                                   |
| 3    | 山田健一 | 1972年（昭和47年）        | 1987年（昭和62年） |                                   |
| 4    | 斉藤長見 | 1987年（昭和62年）        | 1996年（平成8年）  |                                   |
| 5    | 菅野典雄 | 1996年（平成8年）         | 2020年（令和2年）  | 4期目在任中、東日本大震災が発生。 |
| 6    | 杉岡誠   | 2020年（令和2年）         |                    |                                   |

### 村議会
- 議員定数10人（任期は2025年9月29日）

### 役場・出張所
飯舘村役場（ 伊丹沢行政区）
- 〒960-1892 福島県相馬郡飯舘村伊丹沢字伊丹沢580番地1

### 警察・消防
- 南相馬警察署飯舘駐在所（ 草野行政区）
〒960-1801 福島県相馬郡飯舘村草野字大師堂74番地1
- 南相馬消防署飯舘分署（ 草野行政区）
〒960-1801 福島県相馬郡飯舘村草野字大師堂14番地

### 姉妹都市・友好都市
姉妹都市盟約を締結している地方自治体は無い

## 経済

### 生産物
- 飯舘牛 ：飯舘村産の黒毛和牛で、特産物として知られる[23]。
- トルコギキョウを始めとする花卉（cf. 花卉園芸）、凍み餅、凍み大根、どぶろくなども特産[23]。

## 地域

### 人口
| 飯舘村（に相当する地域）の人口の推移 \| 1970年（昭和45年） \| 9,385人 \| \| \| 1975年（昭和50年） \| 8,438人 \| \| \| 1980年（昭和55年） \| 8,331人 \| \| \| 1985年（昭和60年） \| 8,206人 \| \| \| 1990年（平成2年） \| 7,920人 \| \| \| 1995年（平成7年） \| 7,586人 \| \| \| 2000年（平成12年） \| 7,093人 \| \| \| 2005年（平成17年） \| 6,722人 \| \| \| 2010年（平成22年） \| 6,209人 \| \| \| 2015年（平成27年） \| 41人 \| \| \| 2020年（令和2年） \| 1,318人 \| \| |         |  |
| 総務省統計局 国勢調査より |         |  |
| 1970年（昭和45年） | 9,385人 |  |
| 1975年（昭和50年） | 8,438人 |  |
| 1980年（昭和55年） | 8,331人 |  |
| 1985年（昭和60年） | 8,206人 |  |
| 1990年（平成2年） | 7,920人 |  |
| 1995年（平成7年） | 7,586人 |  |
| 2000年（平成12年） | 7,093人 |  |
| 2005年（平成17年） | 6,722人 |  |
| 2010年（平成22年） | 6,209人 |  |
| 2015年（平成27年） | 41人    |  |
| 2020年（令和2年） | 1,318人 |  |

## 教育
高等学校
- 福島県立相馬農業高等学校飯舘校（ 深谷行政区）

避難指示の影響で福島市の福島県立福島明成高等学校敷地内に移転後、2017年度を以て新規生徒の募集停止。村立化を検討するも断念。県立高校学則の改正が施行され、2023年9月15日閉校。
小中一貫校
- 飯舘村立いいたて希望の里学園

下記4小中学校を統合し、2020年4月に開校。
中学校
- 飯舘村立飯舘中学校（ 伊丹沢行政区）

福島市飯野町明治に移転後、2018年度より飯舘村の本校舎での授業を再開。2020年3月末で閉校。
小学校
村立小学3校は川俣町に移転。2018年度より震災前の飯舘中学校校舎に小学校も移転。村内小学校3校は、2020年3月末で閉校。
- 飯舘村立草野小学校（ 草野行政区→伊丹沢行政区）
- 飯舘村立飯樋小学校（ 飯樋町行政区→伊丹沢行政区）
- 飯舘村立臼石小学校（ 臼石行政区→伊丹沢行政区）

幼稚園
村立幼稚園2施設は福島市飯野町大久保に移転後、認定こども園へと形態を変更し飯舘中学校校舎内に移転。
- 飯舘村立草野幼稚園（ 草野行政区→伊丹沢行政区）
- 飯舘村立飯樋幼稚園（ 飯樋町行政区→伊丹沢行政区）

## 施設

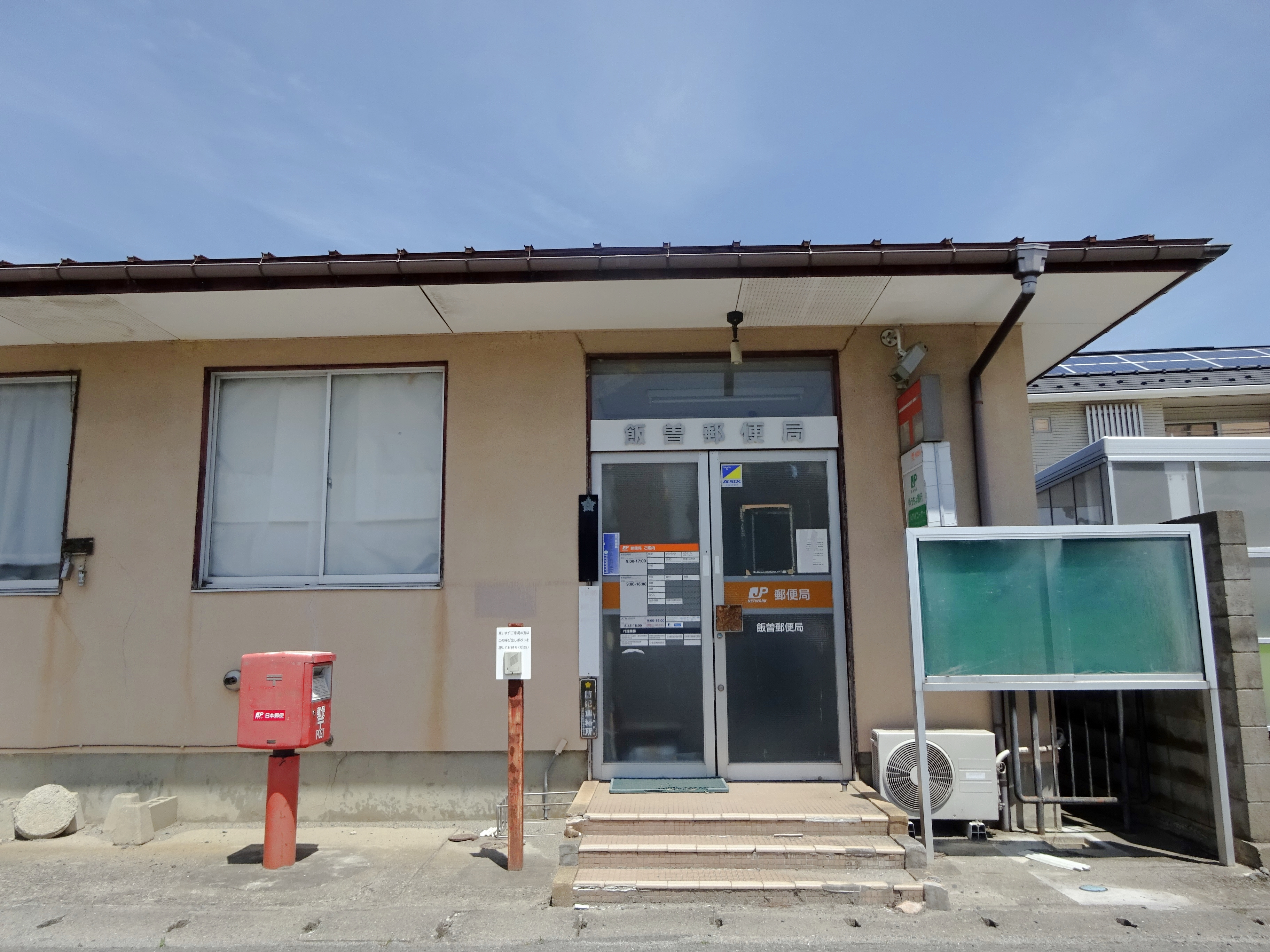
飯曽郵便局

現在、村内の郵便局は二枚橋郵便局を除いて営業休止（2015年5月現在）
郵便局
- 飯館郵便局（ 草野行政区） 元集配局
- 飯曽郵便局（ 飯樋町行政区） 元集配局
- 二枚橋郵便局（ 二枚橋・須萱行政区）
- 大倉簡易郵便局（ 大倉行政区）
- 小宮簡易郵便局（ 小宮行政区）
- 比曽簡易郵便局（ 長泥行政区）

## 交通
村内を鉄道路線は走っていない。

### 路線バス
- 福島交通 - 福島市・川俣町・飯舘村・南相馬市を結ぶ路線を運行する。
  - 福島駅東口 - 医大病院 - 絹の里シルクピア - 川俣営業所 - 白石 - いいたて村までい館 - 南相馬市役所 - 原ノ町駅

### 道路
国道
- 国道399号

福島県道
- 福島県道12号原町川俣線
- 福島県道31号浪江国見線
- 福島県道62号原町二本松線 - 未舗装区間
- 福島県道268号草野大倉鹿島線
- 福島県道315号臼石月舘線

道の駅
- いいたて村の道の駅までい館[29][30]

## 観光
佐須行政区

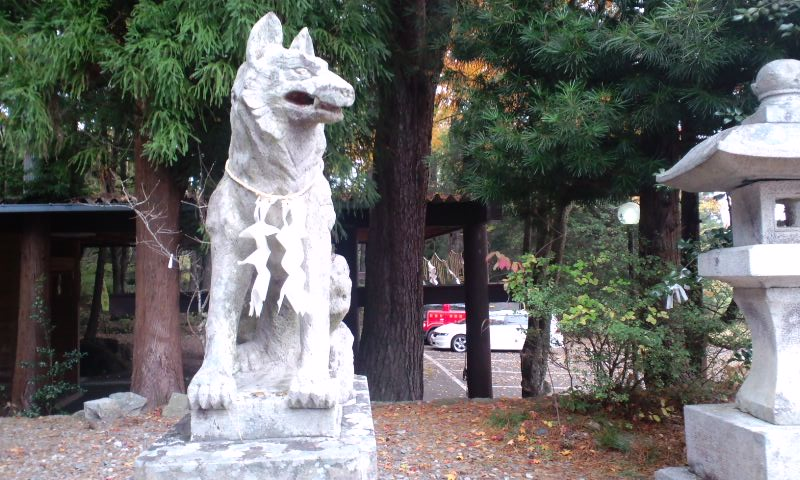
山津見神社拝殿前にある伝説の白狼の像
この狼は山から遣わされた神使であり、山賊・橘墨虎の居所まで源頼義を案内し、討ち果たさせたという。

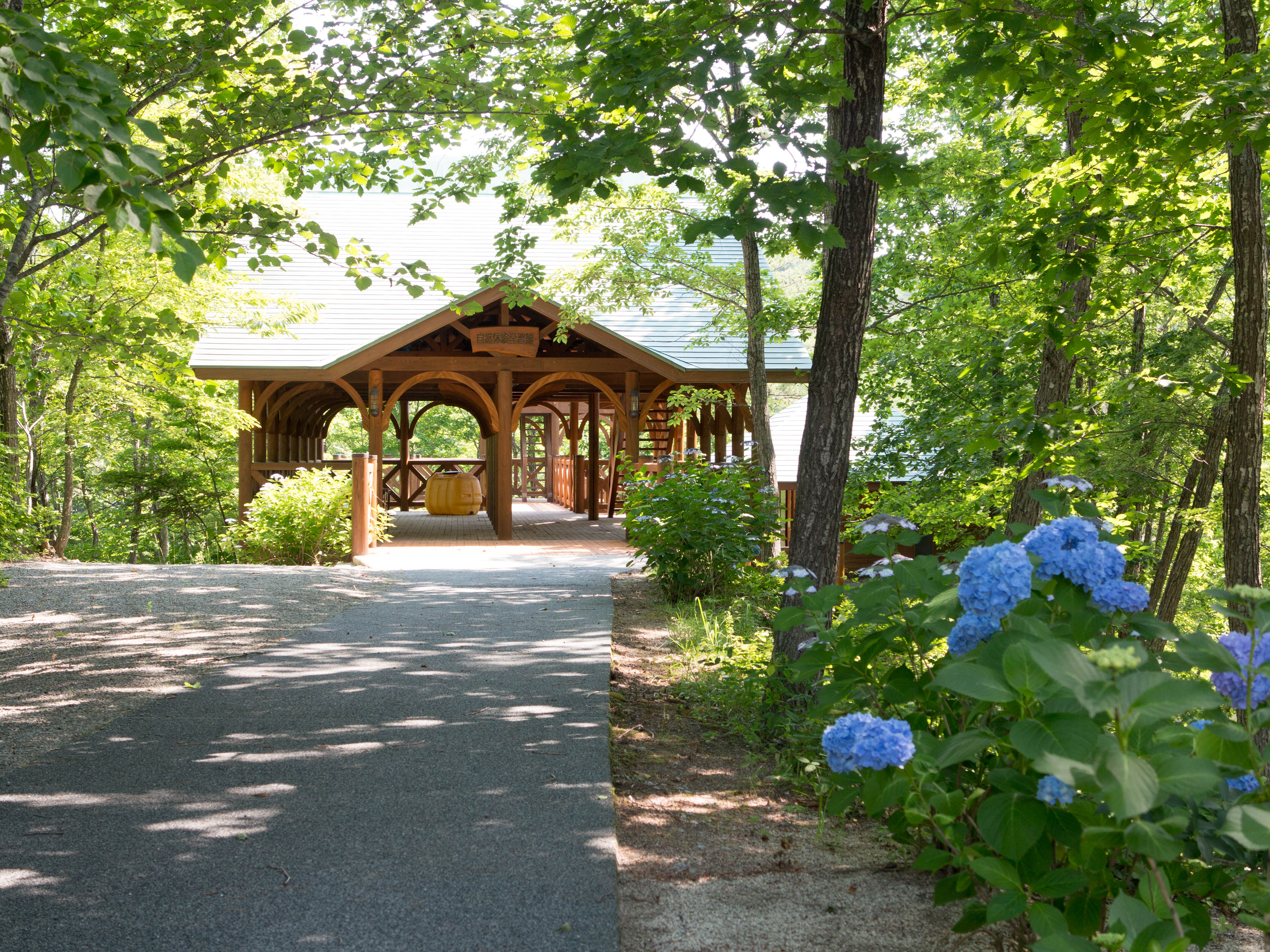
村民の森 あいの沢（飯舘村、2017年7月）

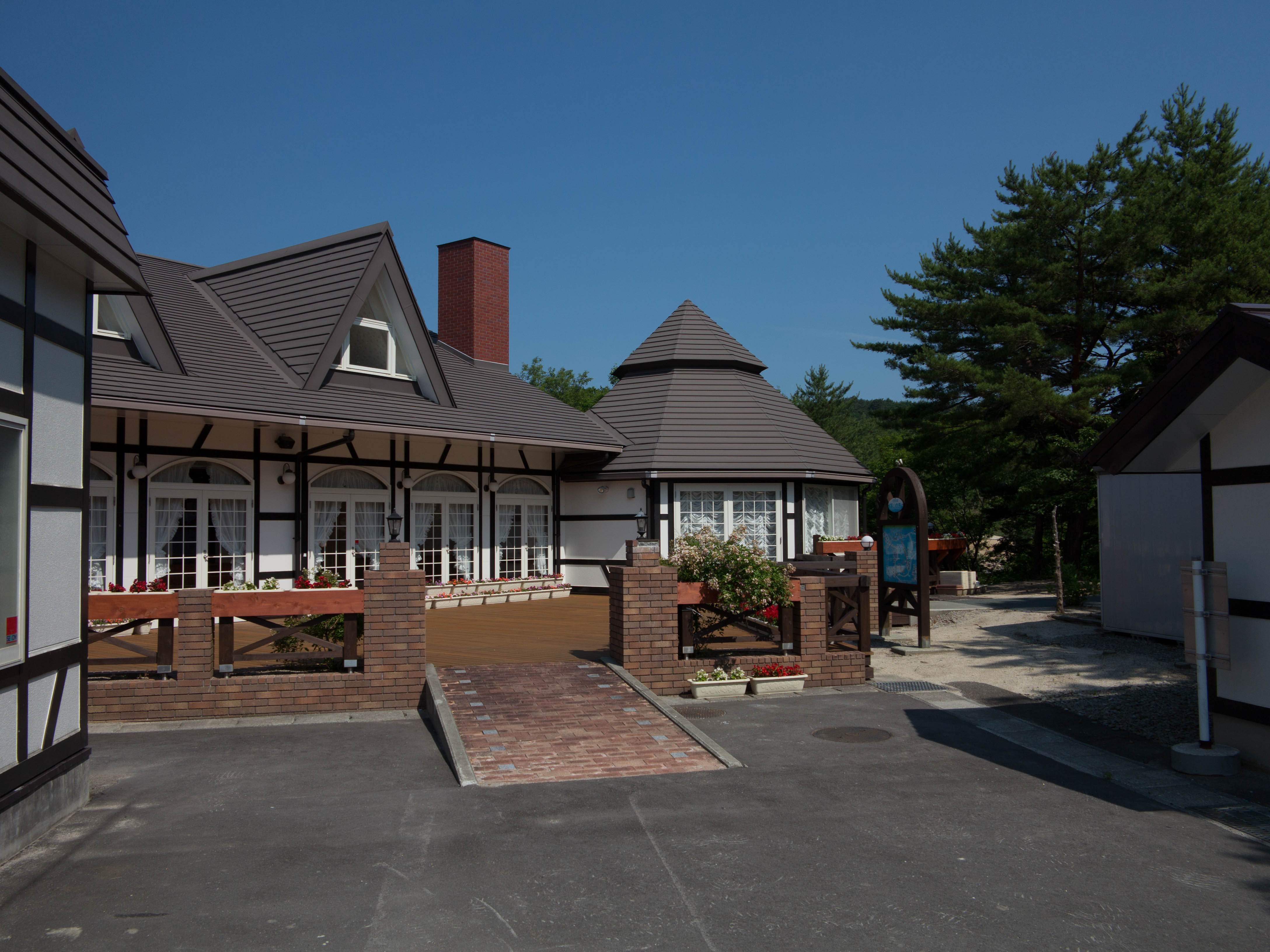
宿泊体験館きこり（2017年7月）

- 虎捕山 - その名の由来は、後冷泉天皇の頃、この山に根城を置く山賊・橘墨虎（たちばなのすみとら）を源頼義が捕らえ討ったことにあるとされる[31]。
- 山津見神社 - 永承6年（1051年）の創建。祭神はオオヤマツミ（大山津見神）。虎捕山の麓、佐須字虎捕に所在する。

 深谷行政区
- 村民の森 あいの沢 - 深谷字市沢に所在

 飯樋町行政区
- 大雷神社 - 飯樋地区の鎮守社で3年に1度、式年大祭が行われる。

 上飯樋行政区
- 花塚山 - 円仁（慈覚大師）が山頂で修行したと伝えられる
- 岩部ダム - 花塚山中腹にある灌漑用アースダム（所在地：飯樋地区）。冬はワカサギ釣り、他シーズンではヘラブナ（ゲンゴロウブナ）、コイ、ブラックバスなどの釣り客で賑わう。[32]

## 著名人
- 国広あづさ（漫画家）
- 木幡浩（政治家・福島市長）
- 中島盛夫（銭湯背景画ペンキ絵師）
- 大内彩加（役者）

## その他ゆかりのある著名人
- 土井敏邦 - 『飯舘村　放射能と帰村』と称するドキュメンタリー映画を制作した。
- 古居みずえ - 『飯舘村の母ちゃんたち　土とともに』と称するドキュメンタリー映画を制作した。

## 東日本大震災関連
- 避難者数（県内）
1位福島市、2位伊達市、3位川俣町、以下略（2014年11月現在）
- 避難者数（県外）
1位神奈川県、2位埼玉県、3位東京都、以下略（2014年11月現在）